# Бондорф
Бондорф (њем. Bondorf) општина је у њемачкој савезној држави Баден-Виртемберг. Једно је од 25 општинских средишта округа Беблинген. Према процјени из 2010. у општини је живјело 5.818 становника. Посједује регионалну шифру (AGS) 8115004.

## Географски и демографски подаци
Бондорф се налази у савезној држави Баден-Виртемберг у округу Беблинген. Општина се налази на надморској висини од 460 метара. Површина општине износи 17,6 km². У самом мјесту је, према процјени из 2010. године, живјело 5.818 становника. Просјечна густина становништва износи 332 становника/km².